# Pays d'Aix Basket 13
Il Pays d'Aix Basket 13 è una società femminile di pallacanestro di Aix-en-Provence fondata nel 1952.